# 西北理工大學
37°28′40″N 121°55′33″W / 37.4778°N 121.9259°W
西北理工大學（Northwestern Polytechnic University，縮寫为NPU）是位於美國加利福尼亞州费利蒙的一所私立大學，1984年成立。該大學提供本科到博士的理工和管理學學位，主要關注應用科學領域。 2019年取得 Candidacy by the WASC Senior College and University Commission (WSCUC)認證。2020年取得WASC(Western Association of Schools and Colleges)認證。

## 歷史
1984年由Dr. Ramsey Carter及Dr. Barbara Brown創立於北加州矽谷境內。 後因財務因素易主华裔移民 George Hsieh，由其家族经营至今。1998年取得獨立院校認證委員會承認至碩士學位。2005年ACICS承認兩項博士學位，DBA及DCE(工商管理博士、電腦工程博士)。中國教育部於2000年後承認文憑。畢業校友留在舊金山灣區、矽谷範圍內任電腦軟體工程師的人數龐大引起關注。2019年取得 Candidacy by the WASC Senior College and University Commission (WSCUC)認證。2020年取得WASC(Western Association of Schools and Colleges)認證

## 争议
学校在 2015 年录取学生 99% 以上为海外学生，其中印度学生占 95% 以上，尽管招收 6000 以上学生，全校全职教授不多，兼任教授比例過高。学校因協助過多印度学生留美申請過多的CPT產學合作案招致批評。2014 年起学校盡量不会让任何印度学生得到 F 等第。。根据学校内部文档显示，该校与印度教育中介签署备忘录。由於該校彈性課程協助許多印度人畢業後順利留在美國舊金山灣區從事IT工作並申請移民,間接衝擊當地人就業,引起美國媒體關注與批評。

## 外部連結
- Northwestern Polytechnic University homepage （页面存档备份，存于）
- Ashley Becker, Northwestern Polytechnic Buys Fremont R&D Facility; United Principal Sells 47655 Warm Springs Blvd for $2.8 Million （页面存档备份，存于）, CoStar Group, July 31, 2009
- Blanca Torres, Northwestern Polytechnic buys Mission Falls Business Park （页面存档备份，存于）, San Francisco Business Times, April 8, 2010
- University grabs more space for expansion （页面存档备份，存于）, San Francisco Business Times, January 21, 2011
- 美国西北理工大学获得WASC认证,http://www.finance.eastmoney.com/a/202007141554322972.html,July%5B%5D 14,2020